# Maddy Tormoen
Maddy Tormoen (* 29. Dezember 1961 in Cook County) ist eine ehemalige US-amerikanische Duathletin und zweifache Weltmeisterin auf der Duathlon-Langdistanz (1993, 1995).

## Werdegang
1993 und wurde Maddy Tormoen beim Powerman Zofingen in der Schweiz Duathlon-Weltmeisterin auf der Duathlon-Langdistanz. Im folgenden Jahr wurde sie Vizeweltmeisterin und 1995 konnte sie sich zum zweiten Mal den Titel sichern. Mit dem Preisgeld von 50.000 US-Dollar sicherte sie sich die bis dahin höchste ausgeschüttete Summe.
Anders als fast alle ihrer Mitstreiterinnen ging Tormoen in ihrer aktiven Zeit aber nie im Triathlon an den Start, da sie sich selbst als schwache Schwimmerin bezeichnete.
Sie lebt in Colorado Springs.

## Sportliche Erfolge
| Datum/Jahr    | Rang | Wettbewerb                                     | Austragungsort | Zeit     | Bemerkung                                                                           |
| ------------- | ---- | ---------------------------------------------- | -------------- | -------- | ----------------------------------------------------------------------------------- |
| 1995          | 1    | ITU Long Distance Duathlon World Championships | Zofingen       | 07:42:43 | im Rahmen des Powerman Zofingen (13,5 km Laufen, 150 km Radfahren und 30 km Laufen) |
| 2. Okt. 1994  | 1    | Powerman Germany                               | Spalt          |          | 20 km Laufen, 117 km Radfahren und 10 km Laufen                                     |
| 1994          | 2    | ITU Long Distance Duathlon World Championships | Zofingen       | 07:17:15 | 7,5 km Laufen, 150 km Radfahren und 30 km Laufen                                    |
| 1994          | 1    | Powerman Chicago                               | Chicago        |          | [ 3 ]                                                                               |
| 17. Okt. 1993 | 3    | ITU Duathlon World Championships               | Dallas         | 01:40:42 | 5 km Laufen, 30 km Radfahren und 5 km Laufen                                        |
| 1993          | 1    | ITU Long Distance Duathlon World Championships | Zofingen       | 07:14:49 | 69 Sekunden vor ihrer Landsfrau Donna Peters                                        |
| 1993          | 1    | Powerman Kauai                                 | Kauai          |          | Siegerin neben Kenny Souza bei den Männern                                          |
| 1991          | 7    | ITU Long Distance Duathlon World Championships | Zofingen       |          |                                                                                     |